# 西化华人
西化华人是指定居海外第二代或第三代的华裔，是不会说华语、看不懂汉字，而且在文化上已经完全接受定居国文化的海外华人。